# Orazio II Sessi

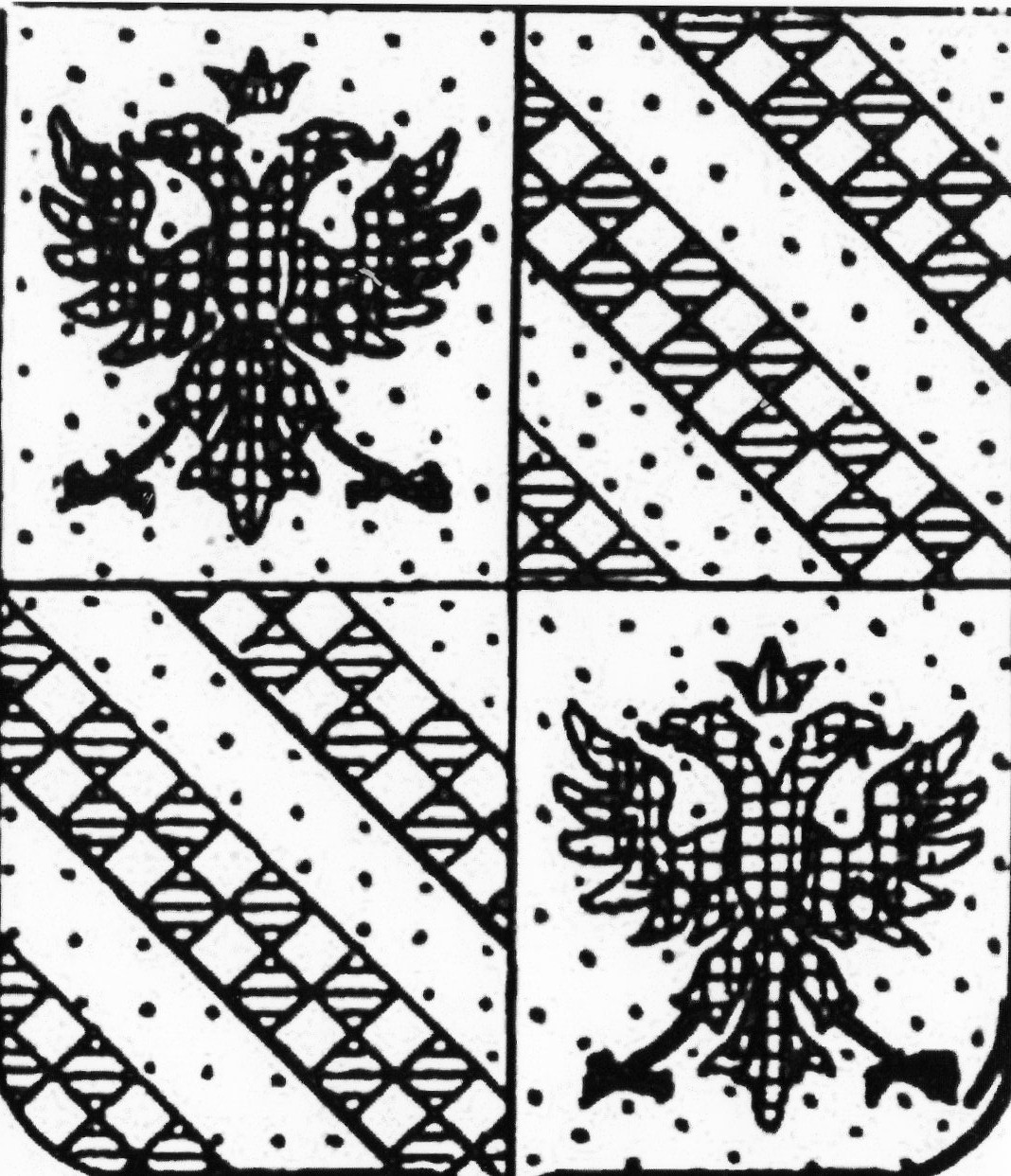
Stemma dei conti di Rolo

Orazio II Sessi (... – 1627) è stato un politico italiano, undicesimo conte di Rolo.

## Biografia
Era figlio di Ferdinando I, nono conte di Rolo, e di Vittoria Simonetta.
Nel 1610 venne nominato Commissario Imperiale per l'Italia settentrionale e nel 1617 venne nominato Cavaliere dell'Ordine di San Giacomo. Nel 1622 ottenne dall'imperatore Ferdinando II d'Asburgo il titolo di marchese del Sacro Romano Impero. Nel 1627 venne nominato ambasciatore del duca di Modena Cesare d'Este al re di Spagna.
A seguito di un accordo, a causa delle continue liti all'interno della famiglia, tra il conte Francesco Sessi, figlio di Cristoforo, ed Orazio, accettarono di governare il feudo di Rolo ad anni alterni. Ma i disaccordi sul governo del feudo di Rolo tra parenti continuarono anche dopo la loro morte.

## Discendenza
Sposò nel 1607 Lucrezia Bernieri, sorella del cardinale Girolamo Bernieri ed ebbero tre figli:
- Ferdinando (1619-?), dodicesimo conte di Rolo
- Carlo (1625-?)
- Elena, sposò Tintinago Sessi di Vicenza.